# Roland Frankenberger

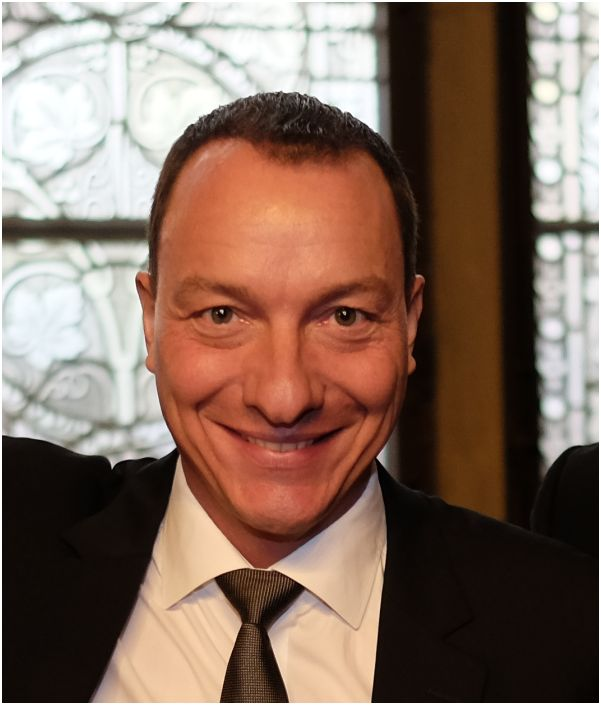
Roland Frankenberger (2016)

Roland Frankenberger (* 30. November 1967 in Eichstätt) ist ein deutscher Zahnmediziner und Professor für Zahnerhaltung an der Philipps-Universität Marburg und am Universitätsklinikum Gießen und Marburg. Frankenberger ist bekannt für seine Arbeiten auf den Gebieten der Kariologie (präklinische Simulation und Mikromorphologie des Schmelz-/Dentinverbunds und der Sekundärkaries sowie klinische Studien zur Evaluation von Restaurationsmaterialien), Endodontologie (Revision, Obturation, postendodontische Restauration) und Kinderzahnheilkunde (Epidemiologie und klinische Studien).

## Leben
Frankenberger studierte nach dem Abitur am Eichstätter Gabrieli-Gymnasium von 1987 bis 1992 Zahnheilkunde an der Universität Erlangen-Nürnberg. 1992 absolvierte er sein Staatsexamen und wurde approbiert. Nach dem Grundwehrdienst als Stabsarzt in Neubrandenburg und Neuburg/Donau (1993-94) begann er eine Tätigkeit als wissenschaftlicher Assistent an der Poliklinik für Zahnerhaltung und Parodontologie am Universitätsklinikum Erlangen. 1999 wurde er Visiting Assistant Professor an der University of North Carolina at Chapel Hill, USA. Im Jahr 2000 erlangte er die Habilitation und Venia legendi und wurde zum Privatdozent und Oberarzt ernannt, ein Jahr später zum Akademischen Rat. 2006 erfolgte die Ernennung zum apl. Professor an der Universität Erlangen-Nürnberg. 2008 wurde er Professor h. c. der Stomatologischen Staatsakademie Krasnojarsk, Russland. 2009 nahm Frankenberger den Ruf auf den Lehrstuhl für Zahnerhaltung an der Universität Marburg an. Er ist seitdem Direktor der Abteilung für Zahnerhaltungskunde am Medizinischen Zentrum für Zahn-, Mund- und Kieferheilkunde (ZMK) der Philipps-Universität Marburg und des Universitätsklinikums Gießen und Marburg. 2012-15 war er geschäftsführender Direktor des Medizinischen Zentrums für Zahn-, Mund- und Kieferheilkunde der Universität Marburg. Seit 2016 ist er Studiendekan des Fachbereichs Medizin der Philipps-Universität Marburg.

## Wissenschaftlicher Beitrag
Seit der Abkehr vom dentalen Amalgam erfuhren die Biomaterialien Komposit und Keramik eine deutliche Aufwertung. Sie erlauben es dem Zahnarzt, unsichtbare und damit ästhetische Restaurationen anzufertigen. Dies setzt in den meisten Fällen eine klebende Verbindung zum Zahn voraus. Daraus entstand das Gebiet der adhäsiven Zahnmedizin. Frankenberger hat zu diesem Thema neben zwei Lehrbüchern auch wissenschaftlich publiziert. Erste Vorarbeiten Ende der 1990er Jahre führten zur Habilitation mit dem Thema „Kompositrestaurationen im Seitenzahnbereich unter besonderer Berücksichtigung der Dentinhaftung“, die mit dem höchsten Preis der deutschen Zahnmedizin (Miller-Preis) ausgezeichnet wurde.
Seit den 2000er-Jahren war der wissenschaftliche Fokus die Vorhersagbarkeit klinischer Resultate durch präklinische Laborarbeiten. Eine maßgebliche Arbeit zu diesem Thema wurde mit dem Walkhoff-Preis der Deutschen Gesellschaft für Zahnerhaltung prämiert. Mikro- und ultramorphologische Arbeiten zum Komposit-Dentin- und Komposit-Schmelz-Verbund dienten dem Verständnis der mikroretentiven Natur adhäsiver Restaurationen. Simultan wurden mehrere klinische Studien mit identischen Materialien auf den Weg gebracht, um die Qualität der Vorhersagbarkeit aus dem Labor zu validieren. Eine weitere klinische Studie belegte den erheblichen Einfluss des Behandlers auf das klinische Resultat. Studien zur Reparabilität adhäsiver Restaurationen ergänzten das Bild.
Neuere Untersuchungen Frankenbergers beschäftigen sich mit Biofilmen und deren Rolle bei der Entstehung von Sekundärkaries, mit modernen CAD/CAM-Materialien, postendodontischen Restaurationen sowie ausgewählten klinischen Problemen in der Kinderzahnheilkunde.
Frankenberger ist Ad-hoc-Reviewer für über 40 wissenschaftliche Journale sowie Mitglied in zahlreichen Editorial Boards einschlägiger Fachjournals. Er ist Chefredakteur der „Quintessenz“ und Editor-in-Chief des „Journal of Adhesive Dentistry“.

## Aufgaben in wissenschaftlichen Vereinigungen
- 2000–2004: Generalsekretär der Deutschen Gesellschaft für Kinderzahnheilkunde (DGK)
- 2000–2004: Sprecher der DGK im Konvent der Deutschen Gesellschaft für Kinder- und Jugendmedizin (DGKJ)
- 2010–2012: Wissenschaftlicher Beirat der DGK
- 2008–2012: Fortbildungsreferent im Präsidium der Deutschen Gesellschaft für Zahnerhaltung (DGZ)
- 2009–2012: Sprecher des Beirats „Restaurative Zahnerhaltung“ im Präsidium der DGZ
- 2009–2012: Stellvertretender Vorsitzender der Akademie Praxis und Wissenschaft (APW) in der DGZMK
- 2012–2014: Präsident der Deutschen Gesellschaft für Zahnerhaltung (DGZ)
- 2010–2014: Funktionaler Beirat im Präsidium der Vereinigung der Hochschullehrer für Zahn-, Mund- und Kieferheilkunde (VHZMK)
- 2012: Gründungsmitglied der Academy of International Medicine and Excellence in Dentistry
- 2012: Gründungsmitglied der Deutschen Gesellschaft für restaurative und regenerative Zahnerhaltung (DGR²Z)
- 2012–2014: Präsidiumsmitglied der Deutschen Gesellschaft für Zahn-, Mund- und Kieferheilkunde (DGZMK)
- 2012–2014: Delegierter der AWMF
- seit 2012: Präsidiumsmitglied der Deutschen Gesellschaft für Endodontologie und zahnärztliche Traumatologie (DGET)[18]

## Auszeichnungen
- 1993: Jahresbestpreis der DGZ (Koautor)
- 1997: Paffenbarger-Award der Academy of Dental Materials (Koautor)
- 1998: Robert-Frank-Award der IADR/CED (Koautor)
- 1998: Jahresbestpreis der Deutschen Gesellschaft für Kinderzahnheilkunde
- 1998: Espe Dental Talent Award: Nachwuchsreferent des Jahres 1998
- 2000: Jahresbestpreis der Deutschen Gesellschaft für Kinderzahnheilkunde
- 2001: Miller-Preis der DGZMK
- 2007: Austrian Dental Award – 2. Platz
- 2008: Walkhoff-Preis der DGZ
- 2008: Deutscher Herdforschungspreis (Koautor)

## Publikationen
Frankenberger veröffentlichte mehr als 300 wissenschaftliche Arbeiten, 35 Buchbeiträge und 2 Bücher.
Wissenschaftliche Artikel
- Publikationsliste ResearchGate

Bücher
- R. Frankenberger (Autor): Adhäsiv-Fibel: Adhäsive Zahnmedizin – Wege zum klinischen Erfolg. Verlag Spitta; 3. Auflage 2013
- R. Frankenberger (Hrsg.): Adhäsive Zahnheilkunde: Wissenschaft und Praxis. Deutscher Ärzte-Verlag. 1. Auflage 2012